# Metrovia
 (Décembre 2017).
Metrovía est un système de transport en commun par bus express, développé à Guayaquil, en Équateur. C'est maintenant un moyen de transport très fréquenté dans la ville.
La ligne 1 a été inaugurée le 30 juillet 2006. La ligne 2 a été inaugurée le 16 février 2012. La ligne 3 a été inaugurée le 4 mai 2008. A terme, le système devrait comprendre sept lignes.

## Fondation Metrovia
Créée par la ville, cette fondation supervise les opérations de Metrovia. Grâce à sa douzaine d'employés, elle planifie les lignes futures et s'assure du bon fonctionnement des lignes existantes.. Contrairement aux autres entités administratives de BRT Systems, la fondation est entièrement financée par la location de fonds de commerce et par d'autres revenus non liés aux ventes de billets.

## Carte à puce
| Code | Couleur    | Type                            | Tarif                              |
| ---- | ---------- | ------------------------------- | ---------------------------------- |
| TM-G | Bleu clair | Général avec photo              | 0,25 $                             |
| TM-G | Rouge      | Général sans photo              | 0,25 $                             |
| TM-E | Orange     | Étudiants                       | 0,10 $                             |
| TM-3 | Vert       | Séniors                         | 0,10 $                             |
| TM-D | Bleu clair | Handicap                        | 0,05 $                             |
| TM-N | Bleu clair | Personnes déficientes visuelles | 100 % de réduction - Tarif gratuit |